# Île Bushrod
 (décembre 2023).
L'île Bushrod est une île près de Monrovia, au Libéria, entourée par l'océan Atlantique, la rivière Saint-Paul, la rivière Mesurado (en) et Stockton Creek (un chenal de marée qui relie les deux rivières). Il contient le port franc de Monrovia (en), le principal port national du Libéria et diverses entreprises. Il contient également de nombreuses zones résidentielles et bâtiments gouvernementaux. Il y a quatre villes sur l'île : Vai Town, New Kru Town (en), Logan Town et  Clara Town (en).
Sa proximité avec la capitale et sa base industrielle en font une zone commerciale importante pour le pays. End Point est une caractéristique géographique située à l'extrémité nord de l'île Bushrod.

## Histoire
Principalement une mangrove de basse altitude, l'île Bushrod a été occupée par le peuple dei du XVIe siècle au début du XIXe siècle. Gawulun était le chef-lieu des dei sur l'île et servait de capitale des dei lorsque le «roi Pierre (en)» fut choisi comme porte-parole principal de ses collègues chefs Dei en 1819.
À la fin des années 1820, la communauté de Nouvelle-Géorgie a été établie sur l'île de Bushrod par des personnes qui avaient été libérées d'un navire négrier en 1820 et détenues en Géorgie aux États-Unis jusqu'en 1827. La Nouvelle-Géorgie (en) est désormais située sur le continent, directement à l'est de l'île Bushrod.
L'île porte le nom de Bushrod Washington, neveu de George Washington et premier président de l'American Colonization Society (ACS). L'ACS, active pendant la première partie du XIXe siècle, préconisait l'émigration vers l'Afrique des Afro-Américains libres et asservis.
En 1878, une communauté du peuple Vai (appelée «Vai Town» par Williams) était située sur l'île de Bushrod, de l'autre côté de la rivière Mesurado, depuis Monrovia, tandis qu'à quelques kilomètres en amont de la rivière sur l'île, la communauté de Nouvelle-Géorgie comptait environ 500 habitants.

## Remarques
1. ↑  Clegg:104
2. ↑  Clegg:93
Swanson:106-08
3. ↑  Frederick Starr, Liberia: description, history, problems, Chicago, Frederick Starr, 1913 (ISBN 9780598450234, OCLC 6791808, lire en ligne), p. 9 At Google Books.
4. ↑  Williams:38-40